# Boris Vian
Boris Paul Vian, noto anche con lo pseudonimo di Vernon Sullivan (Ville-d'Avray, 10 marzo 1920 – Parigi, 23 giugno 1959), è stato uno scrittore, paroliere, drammaturgo, poeta, trombettista e traduttore francese.
È stato anche membro del Collège de 'Pataphysique, nonché dirigente del reparto discografico jazzistico della casa discografica Philips.

## Biografia
Boris Vian compose le prime canzoni da bambino. A undici anni suonava la tromba e organizzò un piccolo complesso con fratelli e amici. Diciannovenne, sbarcò a Parigi negli anni Quaranta. Animato da un vitalismo forsennato, fece di tutto: fondò un locale notturno che accolse le celebrità del mondo dell'arte, delle lettere e dell'esistenzialismo, tradusse Raymond Chandler, August Strindberg, A. E. van Vogt e Nelson Algren, scrisse di jazz, teatro e varietà, si laureò in ingegneria cartaria, si sposò, si risposò e riuscì perfino a pubblicare dei libri presso Gallimard, grazie a Raymond Queneau. Ma i suoi romanzi, seri, surreali e struggenti, furono un fiasco: Lo strappacuore, La schiuma dei giorni, L'autunno a Pechino, vendettero poche centinaia di copie. Celebrità e grande scandalo gli verranno invece da un breve, crudelissimo pulp a sfondo erotico, scritto per scommessa e sotto pseudonimo: Sputerò sulle vostre tombe (J'irai cracher sur vos tombes).

### Musica

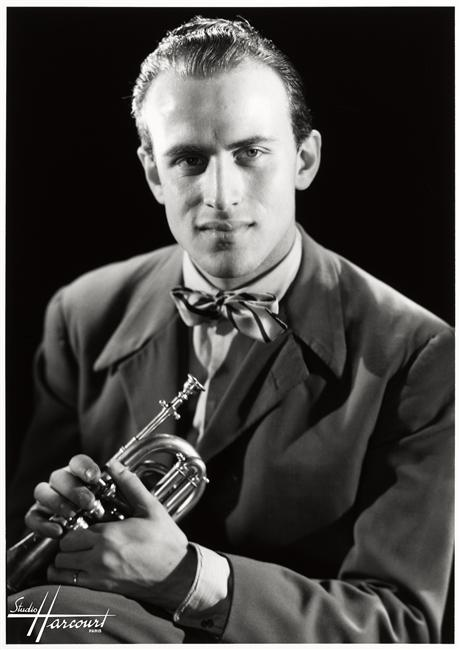
Boris Vian nel 1948

Autore anche di racconti e canzoni, Vian suonò la sua tromba tascabile (che nei suoi scritti si ritrova spesso sotto il nomignolo "trompinette") nel celebre Tabou, club (ormai chiuso) situato nella Rue Dauphine, nei pressi del quartiere Saint-Germain-des-Prés, a Parigi. La sua canzone più famosa è Le Déserteur, dal testo spiccatamente pacifista, scritta durante la guerra d'Indocina. Le sue canzoni sono state riprese da moltissimi artisti, tra cui Juliette Gréco, Nana Mouskouri, Yves Montand, Magali Noël, Henri Salvador e, tra gli italiani, anche Fausto Amodei, Ivano Fossati, Luigi Tenco, Ornella Vanoni e Le luci della centrale elettrica. Serge Gainsbourg ha affermato che vedere Boris Vian all'opera lo ha ispirato a tentare di scrivere lui stesso delle canzoni.
Appassionato di jazz, fu il "contatto" (tra gli altri) di Duke Ellington e Miles Davis a Parigi. Scrisse articoli su diverse riviste francesi di jazz (Le Jazz Hot, Paris Jazz) e pubblicò numerosi articoli sull'argomento anche negli Stati Uniti, nonostante non vi avesse mai messo piede. Tuttavia i temi di questo paese, il jazz in particolare, si ritrovano spesso nell'arte di Vian. Le sue opere letterarie sono infatti intimamente intrecciate al suo amore per il jazz. Nella prefazione a L'Écume des Jours, scrisse: «Sono solo due le cose che contano: l'amore, in tutte le sue forme, con belle ragazze, e la musica di New Orleans e di Duke Ellington. Tutto il resto è da buttar via, perché è brutto...».
La sua esperienza nel campo della musica lo indusse a scrivere il pamphlet En avant le zizique (Musika & Dollaroni). Il libro è un feroce e ironico attacco all'industria discografica e i suoi meccanismi, di cui Vian profetizza che, nel futuro, i musicisti non dovranno più servirsi per pubblicare i propri lavori.

### Letteratura

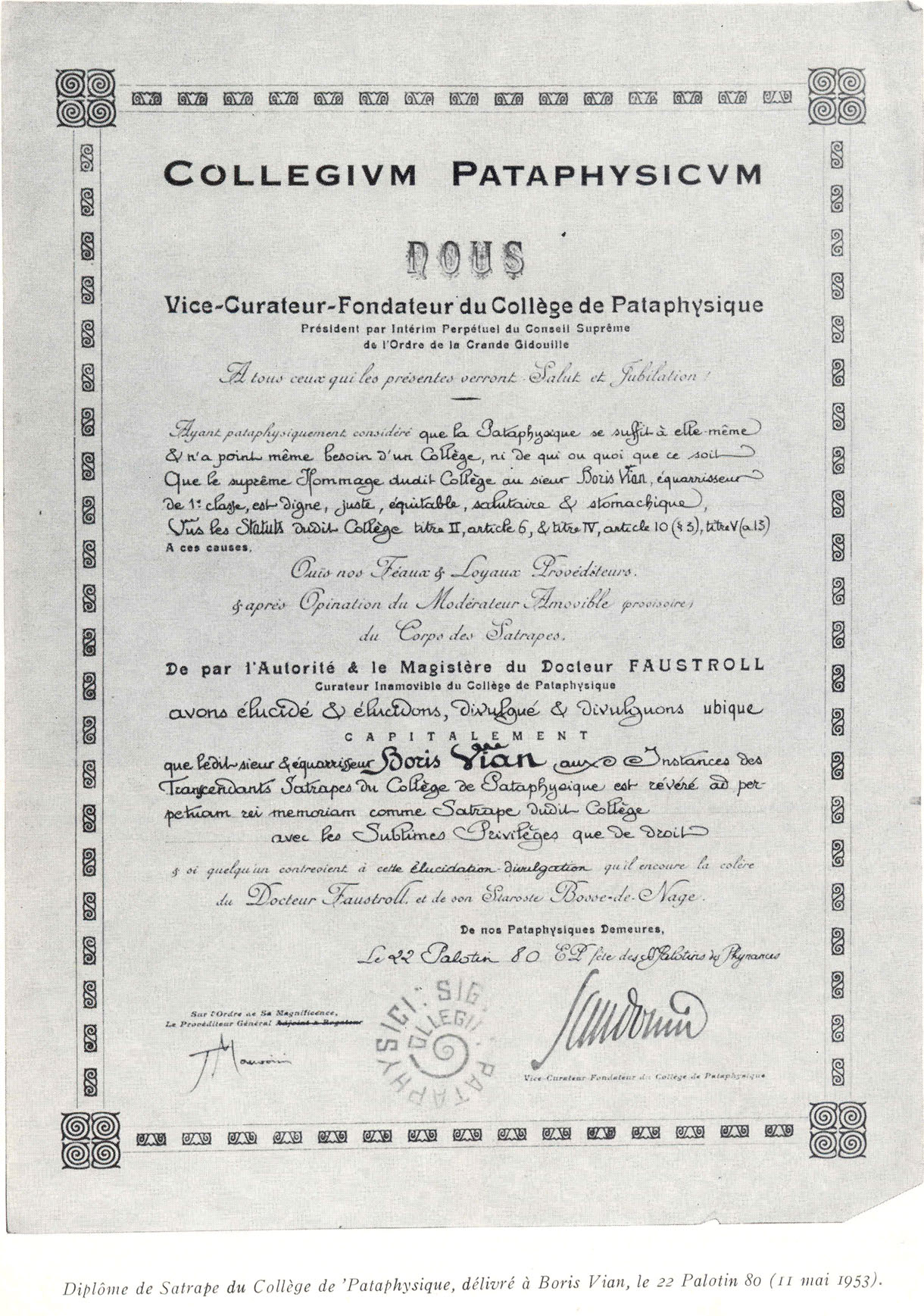
Riproduzione del diploma di Boris Vian di membro del Collège de 'Pataphysique

Vian scrisse 10 romanzi, tra cui 4 thriller del genere hard boiled piuttosto famosi, pubblicati sotto il nome di Vernon Sullivan. La scelta di questo pseudonimo fu dettata dal tentativo di aggirare la censura francese, visto il carattere "forte" di questi scritti; ciò nonostante, più d'un suo libro venne censurato.
Con il suo vero nome, Vian pubblicò L'Arrache Cœur, L'Herbe Rouge, L'Automne a Pékin e L'Écume des Jours, quello che la critica ha individuato come il suo capolavoro. La difficoltà che si incontra nel tradurre Vian risiede nell'originalità del suo linguaggio, fatto di neologismi onomatopeici e stravaganti, spesso ottenuti dalla fusione di più parole (celebre l'esempio del "pianocktail" de La schiuma dei giorni), che quasi sempre non ci si aspetterebbe di trovare abbinate. Raymond Queneau definì La schiuma dei giorni «la più struggente storia d'amore moderna mai scritta». Tuttavia il romanzo non racconta semplicemente una storia d'amore, ma tutta la vita e le passioni di Vian, dal jazz alla buona cucina, che entrano a far parte dell'opera nei modi più inaspettati. Daniel Pennac definì la Schiuma dei giorni un romanzo da leggere più volte nel corso degli anni: a diciotto anni prevale la griglia interpretativa della passione amorosa, a quaranta quella della critica sociale, a sessanta quella del pessimismo e della tragedia che tutto annulla.
Vian fu il traduttore francese di Raymond Chandler; profondamente avvinto dalla pop-culture americana, egli ha svolto un ruolo di prim'ordine nel recepimento in Francia dello scrittore statunitense.

### Morte
Boris Vian morì non ancora quarantenne, dopo aver scritto 500 canzoni, una decina di romanzi e piéces teatrali, tra cui spicca Generali a merenda. La mattina del 23 giugno 1959 si trovava al Cinema Marbeuf in occasione della proiezione della versione cinematografica del suo controverso romanzo J'irai cracher sur vos tombes. Aveva già combattuto con i produttori circa la loro interpretazione del suo lavoro, denunciando pubblicamente di aver chiesto invano la rimozione del suo nome dalla pellicola. Cinque minuti dopo l'inizio del film, pare che avesse esclamato: «Questi tizi dovrebbero essere americani?». Un attimo dopo venne colto da una crisi cardiaca e morì durante il trasporto all'ospedale. L'infarto non giunse del tutto inaspettato, dato che Vian soffriva da molti anni di cardiopatia.

## Opere

### Letteratura
Come Boris Vian
- Conte de fées à l'usage des moyennes personnes (1943) (Favole per gente comune, tr. di Leonardo Boero, Nuovi Equilibri 2007)
- Trouble dans les Andains (1947, pubblicato postumo nel 1966)
- Vercoquin et le plancton (1947) (Vercoquin e il plancton, tr. di Fabio Ragghianti, Dall'Oglio 1980)
- L'Écume des jours (1947) (La schiuma dei giorni, tr. di Gianni Turchetta, Marcos y Marcos 1992)
- L'Automne à Pékin (1947) (L'autunno a Pechino, tr. di Massimo Binazzi e Michele Maglia, Rizzoli 1969; Autunno a Pechino, tr. di D. Comerlati, Sellerio 1999)
- Les Fourmis (1949, racconti) (Le formiche, tr. di Giulia Colace e Olga Parano, Marcos y Marcos 2000)
- L'Herbe rouge (1950) (L'erba rossa, tr. di Giulia Colace, Marcos y Marcos 1999)
- L'Arrache-cœur (1953) (Lo strappacuore, tr. di Augusto Donaudy, Rizzoli 1965; Lo strappacuore, tr. di Gianni Turchetta, Marcos y Marcos 2003; introduzione e cura di Paola Dècina Lombardi, Mondadori 2005)
- Le Loup-garou (racconti, pubblicati postumi nel 1970) (Il lupo mannaro, tr. di Giulia Colace, Marcos y Marcos 1994)
- Écrits pornographiques (1947-1958) (raccolta postuma 1980; it. Scritti pornografici, :duepunti 2007)
- Le Ratichon baigneur (tra il 1946 e il 1950) (Il prete bagnante e altri racconti inediti, tr. di Leonardo Boero, Stampa Alternativa 2006)

Come Vernon Sullivan
- J'irai cracher sur vos tombes (1946) (Sputerò sulle vostre tombe, tr. di Stefano Del Re, Savelli 1979; Interno Giallo 1992; Marcos y Marcos 1998; Mondadori 2006)
- Les morts ont tous la même peau (1947) (Tutti i morti hanno la stessa pelle, tr. di Giulia Colace, Marcos y Marcos 1999)
- Et on tuera tous les affreux (1948) (E uccideremo tutti i racchioni, tr. di Clara Zanon, Contra 1966; Uccidere i mostri, tr. di Enzo Mastrorilli, De Carlo 1969, E i mostri saranno uccisi, De Carlo 1978; E tutti i mostri saranno uccisi, tr. di Giulia Colace, Marcos y Marcos 1993)
- Elles se rendent pas compte (1950) (Esse non si rendono conto, tr- di Clara Zanon, Contra 1966; Perché non sanno quello che fanno, tr. di Eileen Romano, Marcos y Marcos 1992)

### Teatro
- L'Équarrissage pour tous (1950)
- Le dernier des métiers (1950)
- Tête de Méduse (1951)
- Le goûter des généraux (1951) (pubblicato postumo nel 1962)
- Paris varie ou fluctuat nec mergitur (1952)
- Le chevalier de neige (1953)
- Les bâtisseurs d'empire (1959)

(Teatro, tr. di Massimo Castri e Mari Grazia Tapognani, Einaudi 1978)

### Poesie
- Barnum's Digest (1948, raccolta di 10 opere)
- Cantilenes en gelée (1949)
- Je voudrais pas crever (pubblicato postumo nel 1962) (Non vorrei crepare, tr. di Gian Antonio Cibotto, Newton Compton 1999)

### Traduzioni
- The Big Sleep (Il grande sonno) di Raymond Chandler (con il titolo Le grand sommeil, 1948)
- The Lady in the Lake (La signora nel lago) di Raymond Chandler (con il titolo La dame du lac 1948)
- The World of Null-A (Il mondo del Non-a) di A. E. van Vogt, (con il titolo Le Monde des A~ 1958)

## Discografia parziale

### Album
- 1955 - Nouveau code de la route 1955
- 1956 - Chansons "Possibles" et "Impossibles"
- 1966 - Le goûter des généraux en trois actes
- 1975 - La bande à bonnot (Douze chansons) (con Louis Bessières)
- 1986 - La vie en rouge/Colin et Chloé (con Edison Denisov)
- 1989 - Regard sur Vian (con Magali Noël)
- 1995 - Boris Vian et le Jazz francais

### EP
- 1955 - Chansons impossibles
- 1965 - Le déserteur
- 1968 - Boris Vian instrumentiste

### Singoli
- 1956 - La Java des bombes atomiques/La complainte du progrès (Les arts ménagers)
- 1963 - Le déserteur/Les joyeux bouchers
- 1979 - Derouilladio po Blues/Au bal chez les anges (con Henri Salvador)

## Composizioni
- Le déserteur (1954)
- Berrò
- Tango dei macellai
- Valzer del sole
- Java delle bombe atomiche
- Les joyeux bouchers
- Il piccolo commercio
- Cinematografo
- On n'est pas là pour se faire engueuler
- Complainte du progrès "Les arts ménagers
- Bourrée des complexes
- J'suis snob
- Alabama song
- Musique mécanique
- Ses baisers me grisaient
- À Cannes c'est été
- Mon oncle Célestin
- Le tango interminable des perceurs de coffres-forts (Les Frères Jacques)
- La complainte de Mackie
- Nous avions vingt ans
- Blouse du dentiste
- C'est le Be-Bop
- Fais-moi mal Johnny
- Ne vous mariez pas les filles
- Mozart avec nous

## Filmografia

### Attore
- Un film d'amateur, regia di Jean Suyeux (1947) - cortometraggio
- Bouliran cherche une piscine, regia di Jean Suyeux (1947) - cortometraggio
- Aller et retour, regia di Alexandre Astruc (1948) - cortometraggio
- The Unthinking Lobster, regia di Orson Welles (1950) - cortometraggio
- La chasse à l'homme, regia di Pierre Kast (1952) - cortometraggio
- Notre-Dame de Paris, regia di Jean Delannoy (1956)
- Amour de poche, regia di Pierre Kast (1957)
- La Joconde: Histoire d'une obsession, regia di Henri Gruel (1958) - cortometraggio
- Le relazioni pericolose (Les liaisons dangereuses), regia di Roger Vadim (1959)
- La dolce età (Le bel âge), regia di Pierre Kast (1960)

### Film su Boris Vian
- V comme Vian, regia di Philippe Le Guay (2010) - film TV
- Le dernier jour de Boris Vian (1990) - documentario
- Boris Vian, la vie jazz, regia di Philippe Kohly (2009) - docufilm tv